# Visagino country
Visagino country — фестиваль музыки в стиле кантри, проходящий с 1991 года в литовском городе Висагинас.

## История
Идея организации фестиваля возникла весной 1991 года. Исполнитель кантри-музыки Виргис Стакенас (lt:Virgis Stakėnas) был уверен в необходимости создания праздника музыки кантри. Специалист Министерства культуры Сигитас Моркунас предложил местом для проведения мероприятия выбрать Аукштайтский национальный парк. Эдмунтас Залпис вдохнул жизнь в идею, объединив обоих авторов. В этот момент к ним присоединилась Эляна Чекене. Виргис Стакенас предложил назвать фестиваль в честь озера Висагинас. Первым продюсером фестиваля стал Виргис Стакенас. Организаторам пришлось столкнуться с разными сложностями, прежде чем фестиваль состоялся. За неделю до открытия  все работы были остановлены из-за путча в Москве. Чиновники, позвонившие в этот момент из Вильнюса, запрещали проводить фестиваль или предлагали провести очень скромно. Вечером, 23 августа, организаторам был сделан последний звонок, в котором было всё-таки позволено устроить праздник. Прежде чем фестивалю был дан старт, пришлось собрать подписи разных представителей власти.
В первый год фестиваля выступили группы «Piper Road spring band» (США), «Ornaments» (Латвия), «Kanapurts» (Эстония), Mr. B. Pyne (Чехословакия), Марина Капуро и «Red Grass Band» (Россия), «Кукуруза» (Россия), «Jonis» (Литва), «Obuolys» (Литва), «Runos» (Литва), «R.Gižio Trio» (Литва), солисты Виргис Стакенас (Литва) и В.Бабравичюс (Литва).
На последующих фестивалях выступали артисты из Канады, Австралии, Великобритании, Норвегии, Нидерландов и других стран мира. Среди них были американская группа The Limeliters, певица Патрисия Вонне, литовская группа 4Fun и множество малоизвестных исполнителей. 
В 1993 на мероприятии побывал политик и музыковед В. Ландсбергис.